# Il cavaliere senza testa
Il cavaliere senza testa (The Headless Horseman) è un film muto del 1922 diretto da Edward D. Venturini. Il soggetto è tratto dal classico racconto The Legend of Sleepy Hollow di Washington Irving, ripreso diverse volte per lo schermo (nel 1999, anche da Tim Burton con Il mistero di Sleepy Hollow).

## Trama

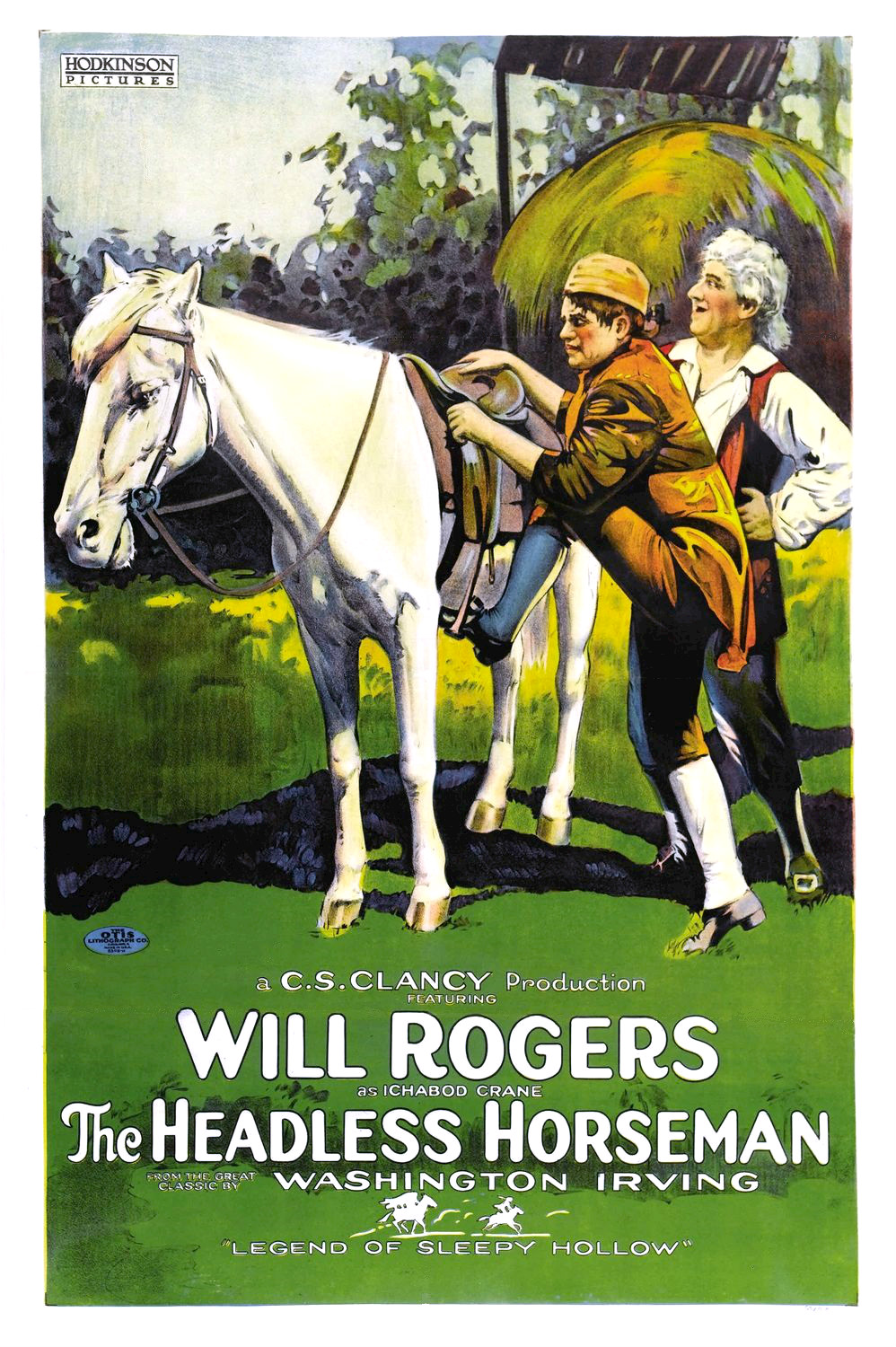
Locandina del film

Ichabod Crane, quando nella tarda estate del 1790, da New York, giunge nel paesino di Sleepy Hollow per assumere l'incarico di insegnante nella scuola della locale comunità olandese, è già a conoscenza della leggenda che vuole che proprio lì si manifesti lo spirito del "Cavaliere senza testa", un caduto della guerra d'indipendenza che si aggirerebbe nottetempo in quelle contrade alla ricerca del proprio capo mozzato. Ichabod, infatti, superstizioso ed un po' pavido, è comunque un cultore di storie di fantasmi e dell'occulto, che, per la maggior parte, ritiene vere.
E, si sa, gli insegnanti vengono pagati male: Ichabod, oltre al suo lavoro alla scuola svolge qualche altra attività per arrotondare il magro stipendio, e, goloso e un tantino malnutrito, non disdegna di accettare inviti a cena, anche più di uno nella stessa sera, purché opportunamente spaziati. Ed è in occasione di una di queste cene, presso il magnate locale Baltus van Tassen, che Ichabod, colpito dall'opulenza della sua fiorente azienda agricola, nella prospettiva di un futuro rigoglioso e pregno di deliziose portate, concepisce l'idea di corteggiare la figlia di van Tassen, Katrina, la bella del paese.
Ichabod non è generalmente malvoluto – tranne per il fatto di essere uno yankee piuttosto che un olandese – dalla gente del posto, con due eccezioni. Lo spasimante di Katrina, evidentemente, in primo luogo: Abraham van Brunt, più noto col soprannome di "Il temibile Brom Bones"; e, in secondo luogo, la signora Martling, moglie del proprietario della taverna del paese, il cui figlio Jethro – che peraltro non è una cima – è stato punito, a scuola, da Ichabod: per questo motivo la donna si prefigge di scacciare il nuovo insegnante.
Le indipendenti macchinazioni della Martling e di Brom Bones inizialmente sembrano avere successo: Ichabod, a seguito di alcuni avvenimenti, è accusato di stregoneria, e sta per essere sottoposto alla punizione usuale in quei casi. Ma si viene a scoprire che l'accusa è stata messa in piedi solo grazie ad un inganno di Brom Bones, che è costretto a chiedere scusa pubblicamente all'insegnante.
Ichabod è di nuovo invitato ad un ricevimento presso i van Tassen: dopo la cena e i balli vengono raccontate storie – come di consueto - sul Cavaliere senza testa, e uno degli invitati narra di averlo incontrato di recente presso un ponte poco lontano. Al termine della serata Ichabod prende il coraggio a due mani e chiede a Katrina se vuole sposarlo. La ragazza, cortesemente, rifiuta, e Ichabod, sconsolato, lascia la tenuta e si reca a casa, a cavallo.
Giunto al ponte di cui si parlava nel racconto, Ichabod incontra niente di meno che il Cavaliere senza testa. Inseguito ed in preda al panico, Ichabod fugge, sino a perdersi nella brughiera. Il Cavaliere senza testa si toglie il travestimento: è Brom Bones, che finalmente è riuscito a liberarsi del rivale.
Ichabod, da allora, sparisce dalla comunità. Alcuni, in seguito, dicono di averne avuto notizie, ma le donne di Sleepy Hollow, le più accreditate a narrare tali storie, riferiscono – come fanno ancora oggi – che Ichabod Crane è stato vittima del Cavaliere senza testa.

## Produzione
Le riprese esterne del film sono state girate nello stato di New York, nella Hudson River Valley, mentre quelle in studio sono state realizzate presso il Tec-Art Studio di New York. Il film fu prodotto dalla Sleepy Hollow Corporation.

## Distribuzione
Venne distribuito dalla W.W. Hodkinson, che lo fece uscire nelle sale USA il 5 novembre 1922. Copie del film sono conservate in collezioni private e alla EmGee Film Library.

### Date di uscita
- USA  5 novembre 1922
- USA  2004   DVD
- USA  2005  DVD, per la Alpha Video[7]
- USA  2008  DVD
- USA  2020  DVD, per la Reelclassicdvd[8].